# 哈里斯 (愛荷華州)
哈里斯（英語：Harris）是一個位於美國愛荷華州奧西歐拉縣的城市。

## 地理
哈里斯的座標為43°26′44″N 95°25′59″W / 43.44556°N 95.43306°W，而該地的平均海拔高度為472米（即1549英尺）。

## 人口
根據2010年美國人口普查的數據，哈里斯的面積為2.05平方千米，當中陸地面積為2.05平方千米，而水域面積為0.00平方千米。當地共有人口170人，而人口密度為每平方千米82人。